# Полбенцева, Марина Ивановна
Марина Ивановна Полбенцева (Мария Полбенцева-Ганулич; 30 августа 1934, с. Поим Пензенской области — 29 июля 2000, Москва) — советская артистка цирка, музыкант-мультиинструменталист, киноактриса, заслуженная артистка РСФСР (1986).

## Биография
Родилась 30 августа 1934 года в селе Поим Пензенской области. При рождении была названа Марией.
Музыкой начала заниматься в школьные годы. В 1955 году окончила Музыкальное училище имени Чайковского в Свердловске, в 1957 году — Государственное училище циркового искусства.
В 1957—1958 годах была артисткой в Московском цирке на Цветном бульваре.
В 1959—1968 годах была актрисой Московского театра миниатюр под руководством Владимира Полякова, в 1968—1974 годах — актрисой Московского мюзик-холла.
В 1974—77 годах работала в Государственном эстрадном оркестре под руководством Леонида Утёсова.
С 1977 года была артисткой Москонцерта.
Обладала ярким комическим даром, в кино исполняла острохарактерные роли.
Заслуженная артистка РСФСР (1986).
Умерла 29 июля 2000 года (по другим данным, 30 июля) в Москве. Похоронена на 28 участке Митинского кладбища.

## Личная жизнь
Работая в цирке, познакомилась с артистом Маратом Гануличем. Выйдя за него замуж, приобрела вторую часть фамилии. Совместная жизнь не прерывалась, брак не расторгался. Детей в браке не было.

## Роли в кино
- 1961 — Совершенно серьёзно — официантка
- 1962 — Черёмушки — Валентина (Вава), молодая жена Дребеднёва
- 1963 — Два воскресенья — Люся, стюардесса
- 1963 — Каин XVIII — Офелия, жена учёного
- 1963 — Крепостная актриса — Авдотья Лыткина
- 1965 — Сегодня — новый аттракцион — Валентина Ивановна Кузнецова, дрессировщица
- 1966 — Долгая счастливая жизнь — Марина
- 1968 — Калиф-аист — второй аист
- 1971 — Шельменко-денщик — Мотря
- 1972 — Учитель пения — дама-автомобилистка, водитель белых «Жигулей»
- 1974 — Автомобиль, скрипка и собака Клякса — Нюра, мать Давида
- 1975 — У самого Чёрного моря — Лида, музыкант
- 1982 — Берегите мужчин! — Людмила Юрьевна, сотрудница НИИ
- 1987 — Клуб женщин — Кира Васильевна

## Для дополнительного чтения
- Геннадьев И. Сегодня — новый аттракцион // Советский экран. — 1966. — № 2. — С. 7.
- Толченова Н. Талант живой, радостный // Огонёк. — 1983. — № 9. — С. 30.